# Mairie de Lichtenberg
La mairie de Lichtenberg (Rathaus Lichtenberg) est le bâtiment qui héberge le maire ainsi qu'une partie des services municipaux de l'arrondissement de Lichtenberg à Berlin, en Allemagne.
Inaugurée en 1898, c'est la plus ancienne des mairies d'arrondissement berlinoises où siège actuellement un conseil municipal en exercice.

## Localisation
La mairie est située dans la Möllendorffstraße 6, 10367 Berlin-Lichtenberg.
La gare de Berlin Frankfurter Allee et la station de métro Frankfurter Allee sont situées non loin de la mairie.

## Histoire

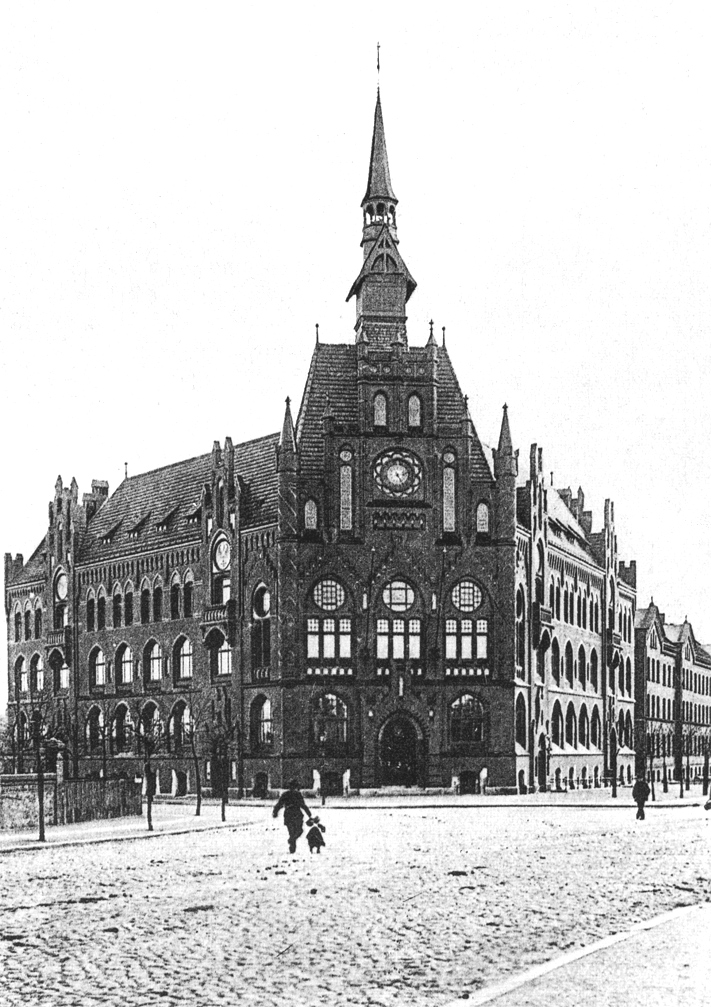
L'hôtel de ville de Lichtenberg photographié vers 1909.

Le bâtiment a été conçu par un architecte inconnu sous la supervision de Franz Emil Knipping. Sa construction débute en 1896. Il est inauguré le 11 novembre 1898, mais il faut attendre 1906 pour qu'il possède le statut d'hôtel de ville quand Lichtenberg acquiert ses privilèges urbains. À la réforme administrative du Grand Berlin le 1er octobre 1920, Lichtenberg est intégré à la ville de Berlin et son hôtel de ville devient une mairie.

## Administration
La mairie de Lichtenberg est le siège du maire (Bezirksbürgermeister) et du conseil municipal (Bezirksstadtrat) de l'arrondissement. 
En raison du manque de place dans le bâtiment pour héberger tous les services administratifs municipaux (Bezirksamt), de nombreux services ont été délocalisés dans dix autres bâtiments répartis dans l'arrondissement. Les services sociaux (Amt für soziales) et de développement urbain (Stadtentwicklungsamt) sont notamment hébergés dans un ancien immeuble de la Stasi à l'Alt-Friedrichsfelde 60, 10315 Berlin-Friedrichsfelde.
L'assemblée des délégués d'arrondissement de Lichtenberg délibère quant à elle dans la salle Max-Taut dans la Fischerstraße 36, 10317 Berlin-Rummelsburg.

### Conseil municipal

Les 55 délégués élus pour la période 2016-2021 et leurs couleurs partisanes respectives :
Die Linke 18
SPD 13
AfD 12
CDU 7
Grüne 5

Le conseil d'arrondissement est nommé par 55 délégués bénévoles élus pour cinq ans. La dernière élection a eu lieu le 18 septembre 2016, en parallèle des élections législatives. Le maire d'arrondissement est depuis lors Michael Grunst (Die Linke).
Le conseil municipal d'arrondissement actuel est composé comme suit :
- Michael Grunst (Linke), maire d'arrondissement, conseiller municipal délégué aux finances, aux ressources humaines, à l'immobilier et à la culture
- Birgit Monteiro (SPD), adjoint au maire, conseillère municipale déléguée à l'urbanisme, au social, à l'économie et à l'emploi
- Katrin Framke (Linke), conseillère municipale déléguée à la famille, à la jeunesse, à la santé et aux services généraux
- Wilfried Nünthel (CDU), conseiller municipal déléguée aux l'école, au sport, à l'ordre public et aux transports
- Frank Elischewski (AfD), conseiller municipal délégué au règlement régional

### Maires successifs de Lichtenberg
Le dernier bourgmestre de Lichtenberg était Oskar Ziethen (DVP) de 1907 à 1921. Ensuite les maires successifs de Lichtenberg ont dirigé le district de Lichtenberg de 1921 à 1979, le nouveau district de Lichtenberg (sans Marzahn, Hellersdorf, Biesdorf, Kaulsdorf, Mahlsdorf) de 1979 à 2001 et l'arrondissement actuel de Lichtenberg depuis 2001.
Lichtenberg est un arrondissement orienté traditionnellement à gauche. Le dernier maire chrétien-démocrate a quitté son poste en 1946. Les maires élus depuis la fin du parti unique en 1990 sont les sociaux-démocrates, les verts ou les socialistes antilibéraux. 
| Mandature   | Nom                   | Parti                 |
| ----------- | --------------------- | --------------------- |
| 1921–1925   | Otto John             | SPD                   |
| 1926–1933   | Alfred Siggel         | SPD                   |
| 1933–1935   | Herbert Volz          | NSDAP                 |
| 1935–1938   | Fritz Behaghel        | NSDAP                 |
| 1938–1945   | Karl Dorsch           | NSDAP                 |
| 1945        | Franz Stimming        | SPD                   |
| 1945–1946   | Günter Riesebrodt     | CDU                   |
| 1946–1947   | Helmut Schwenn        | SPD                   |
| 1947–1948   | Wilhelm Pomezny       | SPD                   |
| 1948–1950   | Richard Schalkowski   | SED                   |
| 1951–1954   | Horst Hilbert         | SED                   |
| 1955–1959   | Willi Jahnke          | SED                   |
| 1959–1962   | Franz Bachmann        | SED                   |
| 1963–1965   | Kurt Schumann         | SED                   |
| 1965–1967   | Horst Hilbert         | SED                   |
| 1967–1970   | Willy Betsch          | SED                   |
| 1970–1976   | Heinz Müller          | SED                   |
| 1976–1979   | Günter Milke          | SED                   |
| 1979–1990   | Günter Milke          | SED/PDS               |
| 1990        | Peter Hlavaty         | SED/PDS               |
| 1990–1992   | Christian Kind        | SPD                   |
| 1992–1995   | Gottfried Mucha       | Bündnis 90/Die Grünen |
| 1995–2001   | Wolfram Friedersdorff | PDS                   |
| 2001–2001   | Wolfram Friedersdorff | PDS                   |
| 2001–2011   | Christina Emmrich     | Die Linke             |
| 2011–2014   | Andreas Geisel        | SPD                   |
| 2015–2016   | Birgit Monteiro       | SPD                   |
| depuis 2016 | Michael Grunst        | Die Linke             |